# Świątynia Thean Hou w Kuala Lumpur

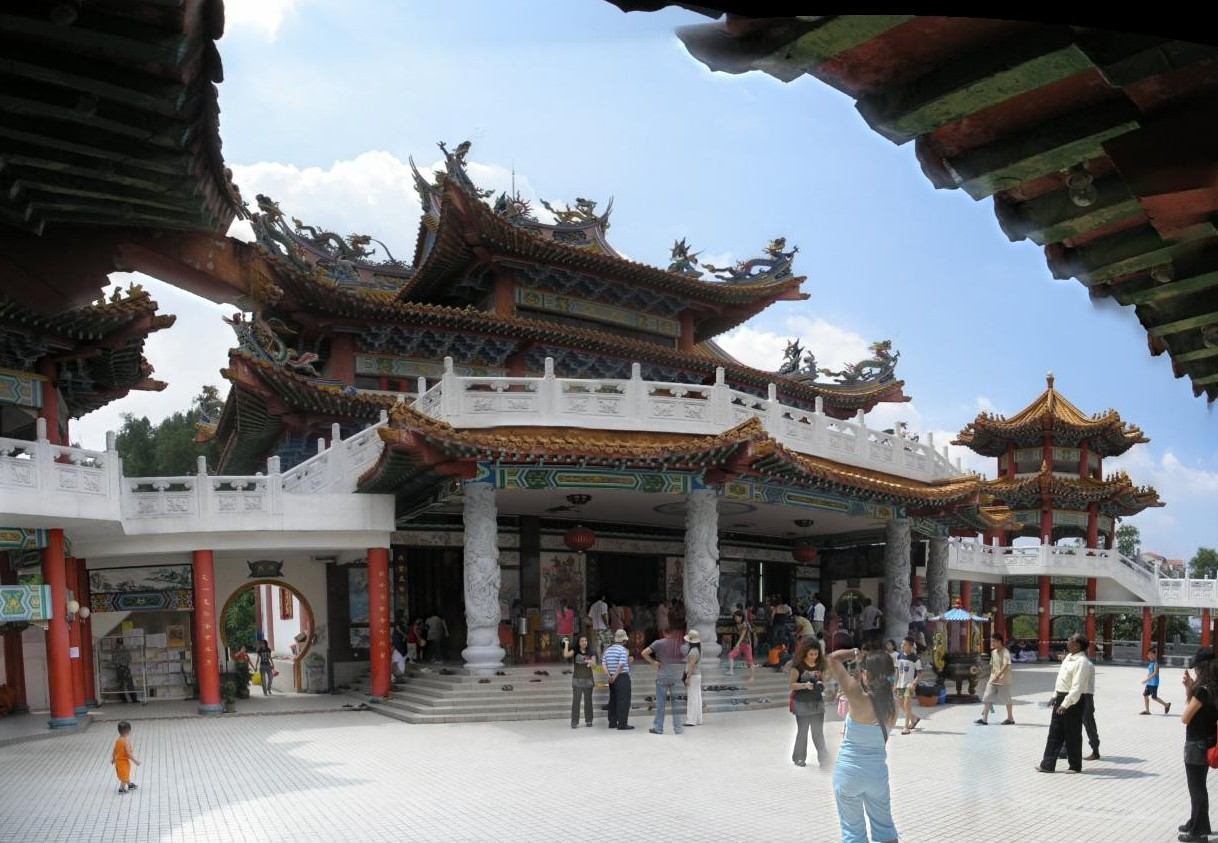
Świątynia Thean Hou w Kuala Lumpur

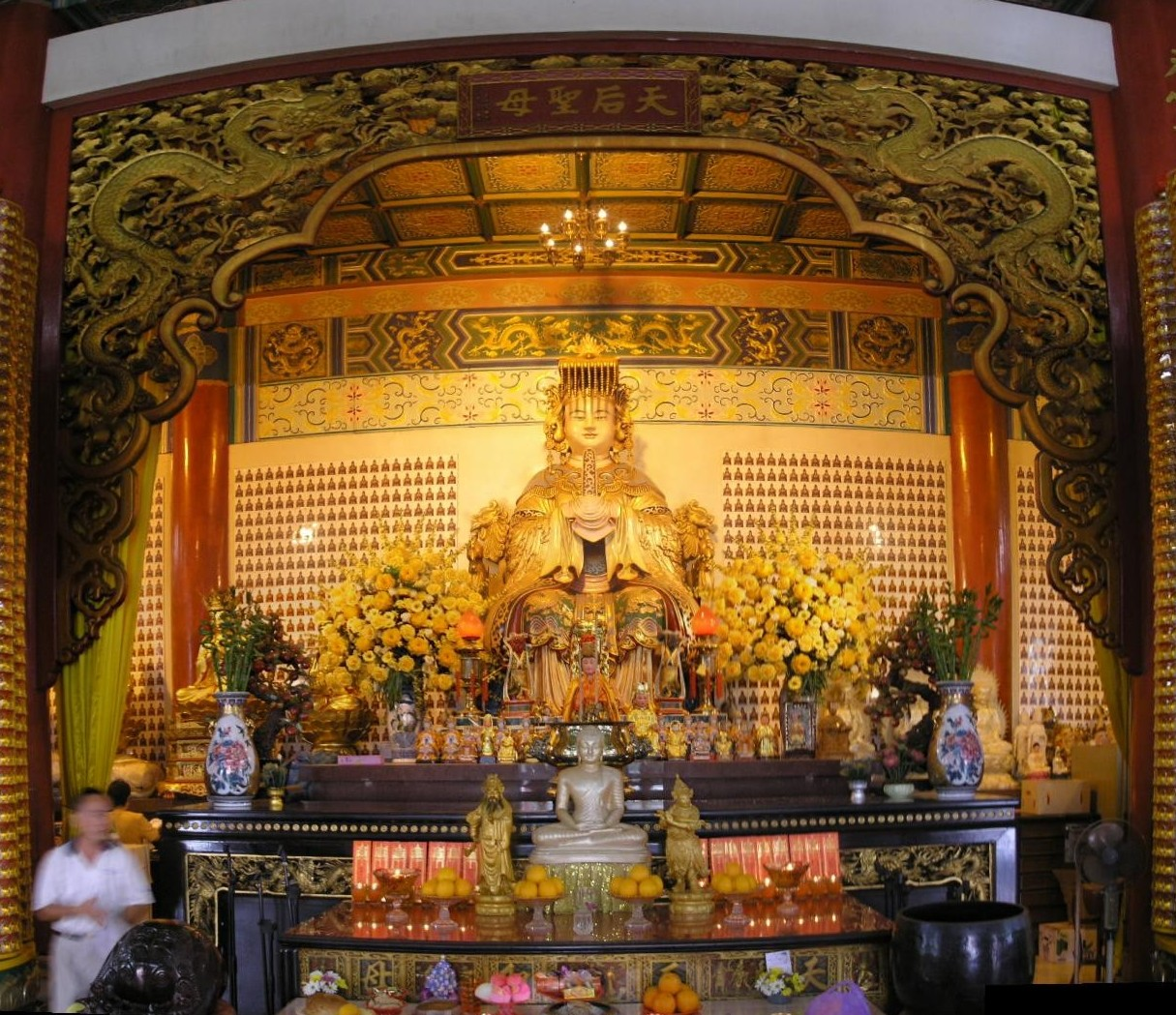
Wizerunek bogini Mazu

Świątynia Thean Hou, Świątynia Thien Hau (chiń. 天后宫, pinyin: Tiānhòu gōng) – największa świątynia chińska w Kuala Lumpur. Została ukończona w roku 1987 i oficjalnie otwarta w roku 1989. Poświęcona jest bogini morza Tian Hou. Ma charakter wybitnie synkretyczny, łącząc elementy buddyjskie i taoistyczne.